# Ray Santilli
Ray Santilli (sinh ngày 30 tháng 9 năm 1958) là một nhạc sĩ, nhà sản xuất nhạc và nhà sản xuất phim người Anh. Ông nổi tiếng nhờ khai thác cảnh quay đoạn phim gây tranh cãi "khám nghiệm tử thi người ngoài hành tinh" vào năm 1995 và là chủ đề của bộ phim Alien Autopsy của hãng Warner Brothers.

## Thân thế
Santilli chào đời tại Luân Đôn nước Anh trong một gia đình vốn là dân nhập cư gốc Ý. Ông đã trải qua thời thơ ấu êm đềm của mình ở Islington Luân Đôn.

## Sự nghiệp
Ray Santilli khởi nghiệp chuyên môn vào năm 1974 với tư cách là một nhạc sĩ tự do được thuê chơi trong các buổi thu âm, nhà sản xuất nhạc và nhà phân phối âm nhạc. Năm 1982, Santilli thành lập hãng AMP Entertainment chuyên sản xuất và quảng bá các buổi diễn trong ngày.
Năm 1981, Santilli sản xuất album Tweets có chứa ca khúc The Birdy Song. Năm 1985, ông tự lập "Music Broadcasting Services Ltd", một hãng thu âm độc lập phụ trách độc quyền Danh mục nhạc phim của Walt Disney Audio ở Vương quốc Anh.
Năm 1987, Santilli sản xuất đĩa hát từ thiện mang tên The Wishing Well với sự góp mặt của Boy George, Dollar, Grace Kennedy dành cho Bệnh viện Nhi đồng Great Ormond Street. Năm 1991, Santilli đứng ra thành lập Merlin Group. Công ty chuyên thu âm lại các bản hit với các nghệ sĩ gốc. Merlin cũng sản xuất và tiếp thị một số chương trình truyền hình đặc biệt. Năm 1994, Santilli cho lập hãng Orbital Media Ltd chuyên sản xuất một loạt phim tài liệu truyền hình và phim truyền hình.
Santilli được nhiều người biết đến nhất với tuyên bố đã phát hiện ra đoạn phim mô tả quá trình khám nghiệm tử thi của một sinh vật ngoài hành tinh (Alien Autopsy). Đoạn phim Alien Autopsy, được cho là thi thể người ngoài hành tinh từ cái gọi là sự cố UFO tại Roswell, đã được phát sóng cho khán giả trên toàn thế giới vào ngày 28 tháng 8 năm 1995. Bộ phim và đội ngũ tham gia làm phim đều thừa nhận đó là một trò lừa bịp, mặc dù Santilli vẫn khẳng định nó là thật dù ông đã thay đổi câu chuyện của mình nhiều lần. Ông còn tuyên bố chính hãng Kodak đã phân tích bộ phim và xác nhận ngày công chiếu, nhưng khi có người đòi gửi lại bộ phim kèm theo những hình ảnh xác thực, Santilli luôn một mực từ chối.
Năm 2006, câu chuyện về Ray Santilli và vụ khám nghiệm tử thi người ngoài hành tinh là chủ đề trong bộ phim Alien Autopsy của hãng Warner Brothers với sự tham gia của hai diễn viên người Anh là Ant & Dec. Dec đóng vai Ray Santilli với Ant là đối tác kinh doanh ngoài đời thực và là bạn thân của Santilli tên là Gary Shoefield. Cùng năm đó, Ray Santilli tuyên bố rằng các phần của đoạn phim khám nghiệm tử thi người ngoài hành tinh đã được 'phục hồi'.

## Danh mục phim
| Năm  | Phim                                                       | Vai trò                                                    | Chú thích                 |
| ---- | ---------------------------------------------------------- | ---------------------------------------------------------- | ------------------------- |
| 1994 | The Beatles, The Long and Winding Road: The Life and Times | Đồng sản xuất                                              | Phim tài liệu truyền hình |
| 1994 | The Life of Bruce Lee                                      | Giám đốc sản xuất                                          | Phim tài liệu truyền hình |
| 1994 | Batmad                                                     | Nhà sản xuất, Biên kịch                                    | Phim truyền hình          |
| 1995 | Alan Shearer: Sheer Magic                                  | Nhà sản xuất                                               | Video tài liệu            |
| 1995 | Alien Autopsy: (Fact or Fiction?)                          | Nhà sản xuất không được ghi công, diễn viên                | Phim tài liệu truyền hình |
| 1995 | The Doctors, 30 Years of Time Travel and Beyond            | Giám đốc sản xuất                                          | Video tài liệu            |
| 1999 | Bruce Lee: The Legend Lives On                             | Nhà sản xuất, Biên kịch, Đạo diễn                          | Phim truyền hình          |
| 2001 | Elvis: The Missing Years                                   | Nhà sản xuất, Giám đốc                                     | Video tài liệu            |
| 2001 | The Beatles... Off the Record: Newsreel Footage 1964-1966  | Nhà sản xuất, Biên kịch, Đạo diễn                          | Phim tài liệu truyền hình |
| 2002 | John Lennon: The Messenger                                 | Nhà sản xuất, Biên kịch, Đạo diễn                          | Phim tài liệu truyền hình |
| 2002 | Beckham Mania: The Kick Off                                | Nhà sản xuất                                               | Phim tài liệu truyền hình |
| 2002 | George Harrison: The Quiet One                             | Nhà sản xuất, Biên kịch, Đạo diễn                          | Video tài liệu            |
| 2002 | Irish Tenor Trio: A Classic Irish Christmas                | Nhà sản xuất, Biên kịch                                    | Phim truyền hình          |
| 2003 | Alien Signs: Undeniable Evidence - The Message             | Giám đốc sản xuất                                          | Phim tài liệu truyền hình |
| 2003 | Elvis: The Journey                                         | Đồng sản xuất, Biên kịch, Đạo diễn                         | Phim truyền hình          |
| 2004 | Bob Marley: Spiritual Journey                              | Đồng Giám đốc sản xuất, Writer, Director, Editor           | Phim truyền hình          |
| 2004 | Benny Goodman: Legends in Concert - The Last Performance   | Nhà sản xuất, Đạo diễn                                     | Phim truyền hình          |
| 2004 | Jimi Hendrix: The Last 24 Hours                            | Giám đốc sản xuất, Biên kịch                               | Phim tài liệu truyền hình |
| 2005 | Elvis: The Last 24 Hours                                   | Nhà sản xuất                                               | Phim truyền hình          |
| 2005 | Nat King Cole: For Sentimental Reasons                     | Đồng sản xuất, Biên kịch, Đạo diễn                         | Phim truyền hình          |
| 2005 | Viva Joe Strummer: The Clash and Beyond                    | Nhà sản xuất, Biên kịch                                    | Video tài liệu            |
| 2005 | Marc Bolan: Ride On                                        | Nhà sản xuất                                               | Video tài liệu            |
| 2005 | Tom Jones: Up Close and Personal                           | Đồng sản xuất, Biên kịch, Đạo diễn                         | Phim truyền hình          |
| 2005 | Johnny Cash: The Man in Black - His Early Years            | Giám đốc sản xuất                                          | Video tài liệu            |
| 2005 | Frank Sinatra: A Reflection                                | Nhà sản xuất, Biên kịch                                    | Phim tài liệu truyền hình |
| 2006 | Clash: The Joe Strummer Story                              | Nhà sản xuất                                               | Phim truyền hình          |
| 2006 | Dean Martin: A Reflection                                  | Nhà sản xuất, Biên kịch                                    | Phim tài liệu truyền hình |
| 2006 | Alien Autopsy                                              | Giám đốc sản xuất, Diễn viên khách mời đóng vai chính mình | Phim hài                  |
| 2006 | Thin Lizzy: Outlawed - The Real Phil Lynott                | Giám đốc sản xuất                                          | Phim tài liệu truyền hình |
| 2006 | Elvis Presley and Johnny Cash: The Road Show               | Giám đốc sản xuất                                          | Video tài liệu            |
| 2007 | Bob Marley Freedom Road                                    | Giám đốc sản xuất                                          | Phim tài liệu             |
| 2008 | Blue Rendezvous                                            | Nhà sản xuất, Biên kịch, Đạo diễn                          | Phim truyền hình          |
| 2012 | One Direction: All for One                                 | Giám đốc sản xuất                                          | Phim tài liệu             |
| 2013 | Hendrix on Hendrix                                         | Giám đốc sản xuất                                          | Phim tài liệu             |